# Jan Strzałkowski (spadochroniarz)
Jan Strzałkowski, ps. Strzałek (ur. 26 czerwca 1947 w Pniewie, zm. 21 listopada 2018 w Pyrzowicach) – polski skoczek spadochronowy, zawodnik Aeroklubu Gliwickiego, członek Związku Polskich Spadochroniarzy VII Oddział Katowice.

## Działalność sportowa
Działalność sportową Jana Strzałkowskiego podano za: Jan Isielenis, Archiwum Sekcji Spadochronowej Aeroklubu Gliwickiego. Brak numerów stron w książce
Był członkiem sekcji spadochronowej Aeroklubu Gliwickiego, skakać zaczął w 1965. Kurs podstawowy ukończył w Aeroklubie Gliwickim. Swój pierwszy skok w życiu wykonał 1 maja 1965 z samolotu CSS-13, wysokość skoku: 800 m, metodą „na linę” ze spadochronem typu: PD-47, uczestnicząc w kursie podstawowym, który był organizowany w Aeroklubie Gliwickim przez sekcję spadochronową na gliwickim lotnisku. Dalej kontynuował szkolenie pod okiem instruktorów: Sylwestra Bąka i Józefa Stelmaszczyka
W 1979 zdobył złotą odznakę spadochronową Międzynarodowej Federacji Lotniczej FAI z 3. diamentami.
Został członkiem Klubu Tysięczników Aeroklubu Gliwickiego, skupiającego skoczków mających na swoim koncie ponad 1000 skoków. Swój 1000. skok ze spadochronem wykonał 10 maja 1979 podczas V Międzynarodowych Klubowych Zawodów Spadochronowych w Gliwicach, z samolotu An-2, wysokość skoku 2200 m, opóźnienie 30 s, na zadanie VIII/2 ze spadochronem typu: UT-15.
Swój 2000 skok wykonał 3 maja 1996 z samolotu An-2, wysokość skoku 2600 m, opóźnienie 35 s ze spadochronem typu: Tałka na gliwickim lotnisku.
14 listopada 1987 otrzymał Brązowy Medal „Za zasługi dla obronności kraju” oraz został wyróżniony Srebrną i Złotą Odznaką „Za zasługi dla Aeroklubu Polskiego”.
Ostatni skok w karierze sportowej wykonał 21 maja 2004 na gliwickim lotnisku ze spadochronem typu: Sabre-150. Mał na swoim koncie 2444 skoki spadochronowe.
Zmarł 21 listopada 2018 w Pyrzowicach. Został pochowany 24 listopada 2018 na Cmentarzu Komunalnym w Gliwicach Ligocie.

### Osiągnięcia sportowe
Osiągnięcia sportowe w spadochroniarstwie Jan Strzałkowskiego podano za: Jan Isielenis, Archiwum Sekcji Spadochronowej Aeroklubu Gliwickiego. Brak numerów stron w książce
- 1970 – 4–8 sierpnia I Ogólnopolskie Zawody w Akrobacji Spadochronowej Gliwice 1970. Klasyfikacja drużynowa: III miejsce – Gliwice II (Józef Stelmaszczyk, Jan Strzałkowski, Ryszard Kopijczuk).
- 1970 – 13 września II Zawody Lotnicze Aeroklubów Śląskich o Puchar ROW – Rybnik. Klasyfikacja drużynowa: II miejsce – Aeroklub Gliwicki (Stanisław Sirko, Jan Strzałkowski, Józef Stelmaszczyk)[4].
- 1977 – 8–11 maja III Międzynarodowe Klubowe Zawody Spadochronowe Gliwice 1977. Klasyfikacja drużynowa: I miejsce – Aeroklub Gliwicki I (Jan Bober, Andrzej Grabania, Jan Strzałkowski)[5].
- 1978 – 14–20 maja IV Międzynarodowe Klubowe Zawody Spadochronowe Gliwice 1978. Zawody o Puchar Towarzystwa Przyjaciół Gliwic: Klasyfikacja drużynowa (celność): V miejsce – Aeroklub Gliwicki II (Jan Strzałkowski, Andrzej Grabania, Ryszard Kopijczuk)[6]. Klasyfikacja relativ: I miejsce – Aeroklub Gliwicki II. Klasyfikacja ogólna: III miejsce – Aeroklub Gliwicki II)[7].
- 1978 – 29 sierpnia–1 września Międzynarodowe Zawody Spadochronowe – Częstochowa. Klasyfikacja indywidualna (celność z 800 m): IV miejsce Jan Strzałkowski (0,27 pkt). Klasyfikacja (akrobacja z 2000 m): III miejsce – Jan Strzałkowski (11,3 pkt). Klasyfikacja skoki grupowe na celność lądowania z wys. 1000 m: I miejsce – Aeroklub Gliwicki (Jan Bober, Zdzisław Śliwa, Jan Strzałkowski). Klasyfikacja akrobacja zespołowa: I miejsce – Aeroklub Gliwicki[8].
- 1978 – 14–17 września XII Ogólnopolski Pięciobój Spadochronowy – Mielec. Klasyfikacja indywidualna (celność lądowania): II miejsce – Jan Strzałkowski (0,23 pkt). Klasyfikacja indywidualna (strzelanie z kbks w pozycji leżąc i klęcząc na 50 m po 5 strzałów w ciągu 5 min.): XV miejsce – Jan Strzałkowski (38 pkt). Klasyfikacja indywidualna (pływanie na 100 m styl dowolny): XXXIX miejsce – Jan Strzałkowski. Klasyfikacja indywidualna (bieg przełajowy na dystansie 1500 m): XLVIII miejsce – Jan Strzałkowski. Klasyfikacja drużynowa: I miejsce – Aeroklub Gliwicki (Jan Isielenis, Edward Miler, Jan Strzałkowski)[8].
- 1978 – 14–15 października 8 Challenge International D'Automne – Chambéry. Klasyfikacja zespołowa: X miejsce – Aeroklub Gliwicki (17,96 pkt) [Jan Strzałkowski (1,82 pkt), Jan Bober (0,30 pkt), Edward Miler (1,76 pkt), Zdzisław Śliwa (1,34 pkt), Jan Isielenis (8,91 pkt)][9].
- 1979 – 20–27 maja V Międzynarodowe Klubowe Zawody Spadochronowe Gliwice 1979 – Gliwice. Klasyfikacja indywidualna (celność lądowania): X miejsce – Jan Strzałkowski. Klasyfikacja (akrobacja zespołowa): II miejsce – Aeroklub Gliwicki II (Jerzy Hercuń, Jan Strzałkowski, Zdzisław Śliwa). Klasyfikacja drużynowa po dwóch konkurencjach: I miejsce – Aeroklub Gliwicki II.
- 1979 – W Międzynarodowych Zawodach Spadochronowych o Challenge Jesieni – Chambéry brała udział ekipa Aeroklubu Gliwickiego: Jan Bober, Edward Miler, Witold Lewandowski, Zdzisław Śliwa, Jan Strzałkowski, Andrzej Młyński[10].
- 1981 – 5–12 września XXV Spadochronowych Mistrzostw Polski na lotnisku w Gliwicach. W zawodach brali udział skoczkowie Aeroklubu Gliwickiego: Witold Lewandowski, Jan Strzałkowski, Roman Grudziński, Andrzej Młyński i Mariusz Bieniek, lecz nie zajęli medalowych pozycji[11].
- 1983 – 12–22 maja VII Międzynarodowe Klubowe Zawody Spadochronowe Gliwice 1983 – Gliwice. Klasyfikacja (akrobacja zespołowa): III miejsce –  Aeroklub Gliwicki I (Mariusz Bieniek, Jan Isielenis, Jan Strzałkowski). Klasyfikacja (celność drużynowo): VI miejsce –  Aeroklub Gliwicki I. Klasyfikacja (celność indywidualna): XVI miejsce – Jan Strzałkowski. Klasyfikacja ogólna (drużynowo): III miejsce – Aeroklub Gliwicki I[12].
- 1983 – 2–5 czerwca X Międzynarodowe Zawody Spadochronowe – Prešov (Czechosłowacja). Klasyfikacja (celność indywidualnie): VI miejsce – Jan Strzałkowski (4,94 m). Klasyfikacja (celność drużynowo): III miejsce – Aeroklub Gliwicki I [Jan Strzałkowski (8,01 m), Andrzej Młyński (1,36 m), Piotr Knop (3,04 m)][12].
- 1983 – 20–24 września XII Ogólnopolskie Zawody Spadochronowe im. Wiesława Szelca – Krosno. Klasyfikacja indywidualna: XVIII miejsce – Jan Strzałkowski (4,27 m)[12].
- 1984 – 20–27 maja XV Spadochronowe Mistrzostwa Śląska 1984 – Gliwice. Klasyfikacja zespołowa Relativ: III-VI miejsce – Aeroklub Gliwicki II (Andrzej Młyński, Jan Strzałkowski, Marcin Wilk). Klasyfikacja indywidualna (celność): XVI miejsce – Jan Strzałkowski. Klasyfikacja grupowa (celność): VII miejsce – Aeroklub Gliwicki II. Klasyfikacja indywidualna (akrobacja): VII miejsce – Jan Strzałkowski. Klasyfikacja ogólna: III miejsce – Aeroklub Gliwicki II[13].
- 1984 – 28–30 czerwca I Spadochronowe Zawody o Puchar Opola – Opole. Klasyfikacja indywidualna (celność): V miejsce – Jan Strzałkowski (2,23 m). Klasyfikacja drużynowa: I miejsce – Aeroklub Gliwicki (Witold Lewandowski, Jan Strzałkowski, Marcin Wilk)[13].
- 1984 – 23–27 lipca Międzynarodowe Zawody Spadochronowe o Puchar ROW – Rybnik. Klasyfikacja indywidualna (celność): XVII miejsce – Jan Strzałkowski). Klasyfikacja indywidualna (akrobacja): XV miejsce – Jan Strzałkowski). Klasyfikacja drużynowa: III miejsce – Aeroklub Gliwicki (Witold Lewandowski, Andrzej Młyński, Jan Strzałkowski)[13].
- 1984 – 11–12 sierpnia Spadochronowe Mistrzostwa Północnych Niemiec – Lubeka (RFN). Klasyfikacja indywidualna (celność): XXXVI miejsce – Jan Strzałkowski. Klasyfikacja drużynowa: V miejsce – Aeroklub Gliwicki (Jan Isielenis, Witold Lewandowski, Andrzej Młyński, Jan Strzałkowski)[14].
- 1984 – 7–8 września VI Ogólnopolskie Zawody Spadochronowe im. Wiesława Szelca – Krosno. Klasyfikacja indywidualna (celność): X miejsce – Jan Strzałkowski (0,86 m). Klasyfikacja drużynowa: I miejsce – Aeroklub Gliwicki (2,28 m) (Bogdan Bryzik, Witold Lewandowski, Jan Strzałkowski)[14].
- 1984 – Ogólnopolskie Zawody Spadochronowe Krosno. Klasyfikacja drużynowa: I miejsce – Aeroklub Gliwicki (Mariusz Bieniek, Witold Lewandowski, Jan Strzałkowski[15].
- 1985 – 28–31 maja XVI Spadochronowe Mistrzostwa Śląska 1985 – Gliwice. Klasyfikacja indywidualna (celność): X miejsce – Jan Strzałkowski. Klasyfikacja indywidualna (akrobacja): VIII miejsce – Jan Strzałkowski. Klasyfikacja grupowa (celność): II miejsce – Aeroklub Gliwicki I (Jan Isielenis, Roman Grudziński, Jan Strzałkowski). Klasyfikacja dwubój drużynowo: I miejsce – Aeroklub Gliwicki I[16].
- 1985 – 27–30 czerwca II Spadochronowe Zawody o Puchar Prezydenta Opola – Opole. Klasyfikacja drużynowa (celność): V miejsce – Aeroklub Gliwicki (Bogdan Bryzik, Jan Isielenis, Jan Strzałkowski)[16].
- 1985 – 2–6 września Zawody Spadochronowe o Puchar Wojewódzkiego Sztabu Wojskowego w Rzeszowie – Rzeszów. Klasyfikacja indywidualna (celność): XXVII miejsce – Jan Strzałkowski. Klasyfikacja indywidualna (akrobacja): VII miejsce – Jan Strzałkowski. Klasyfikacja drużynowa: II miejsce – Aeroklub Gliwicki (Jan Strzałkowski, Roman Grudziński, Bogdan Bryzik)[17].
- 1985 – Zawody Spadochronowe im. Wiesława Szelca – Krosno. Klasyfikacja indywidualna (celność): XIV miejsce – Jan Strzałkowski. Klasyfikacja drużynowa: II miejsce – Aeroklub Gliwicki (Roman Grudziński, Mariusz Bieniek, Jan Strzałkowski[17].
- 1986 – 8–11 marca XI Zimowe Zawody Spadochronowe – Jelenia Góra-Jeżów Sudecki-Jakuszyce. Klasyfikacja indywidualna (pływanie): VIII miejsce – Jan Strzałkowski (891 pkt). Klasyfikacja indywidualna (strzelanie): III miejsce – Jan Strzałkowski (550 pkt). Klasyfikacja indywidualna (skoki): III miejsce – Jan Strzałkowski (971 pkt). Klasyfikacja indywidualna (bieg narciarski): XVII-XXI miejsce – Jan Strzałkowski (0 pkt). Klasyfikacja indywidualna (ogólna): V miejsce – Jan Strzałkowski (2412 pkt). Klasyfikacja skoki grupowe: II miejsce – Aeroklub Gliwicki (2881 pkt Jacek Gołębiewski, Jan Strzałkowski, Witold Lewandowski). Klasyfikacja drużynowa (ogólna): I miejsce – Aeroklub Gliwicki (8287 pkt)[18].
- 1986 – 7–11 maja XII Międzynarodowe Świętokrzyskie Zawody Spadochronowe – Masłów. Klasyfikacja indywidualna (akrobacja): XI miejsce – Jan Strzałkowski. Klasyfikacja indywidualna (celność): XXIII miejsce – Jan Strzałkowski. Klasyfikacja indywidualna (ogólna): XIV miejsce – Jan Strzałkowski. Klasyfikacja drużynowa: III miejsce – Aeroklub Gliwicki (Bogdan Bryzik, Jan Isielenis, Jan Strzałkowski)[18].
- 1986 – 14–17 maja I Zawody Spadochronowe Dowódcy Wojsk Lotniczych – Zielona Góra. Klasyfikacja indywidualna (skoki): X miejsce – Jan Strzałkowski. Klasyfikacja indywidualna (pływanie): IX miejsce – Jan Strzałkowski. Klasyfikacja indywidualna (strzelanie): XVII miejsce – Jan Strzałkowski. Klasyfikacja indywidualna (bieg): XXII miejsce – Jan Strzałkowski. Klasyfikacja indywidualna (ogólna): XIII miejsce – Jan Strzałkowski. Klasyfikacja drużynowa: V miejsce – Jacek Gołębiewski, Roman Grudziński, Jan Strzałkowski[18].

## Galeria

Jan Strzałkowski ps. Strzałek
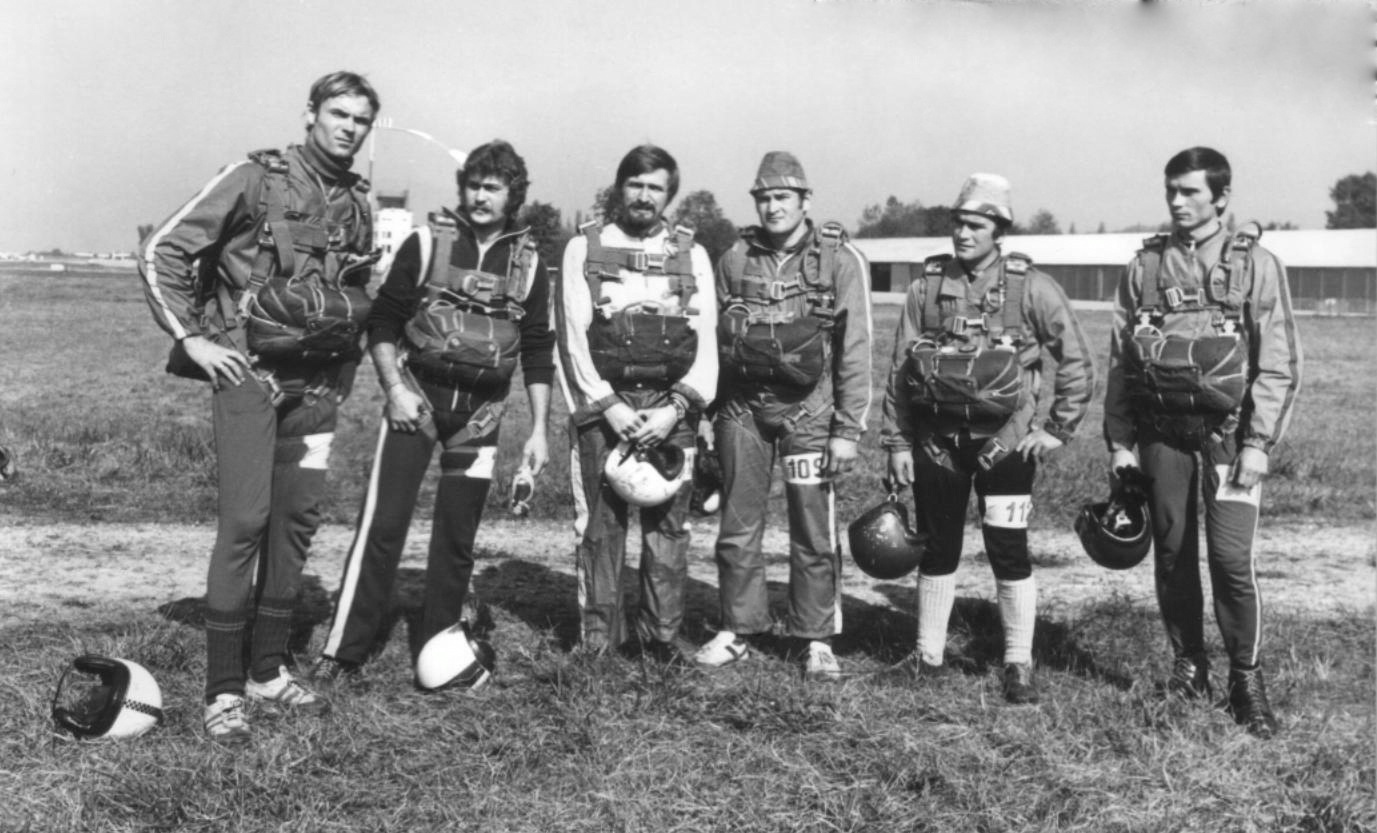
Andrzej Grabania, Zdzisław Śliwa, Jan Bober, Edward Miler, Jan Strzałkowski, Jan Isielenis – Międzynarodowe Zawody Spadochronowe o Challenge Jesieni w Chambéry (październik 1978)
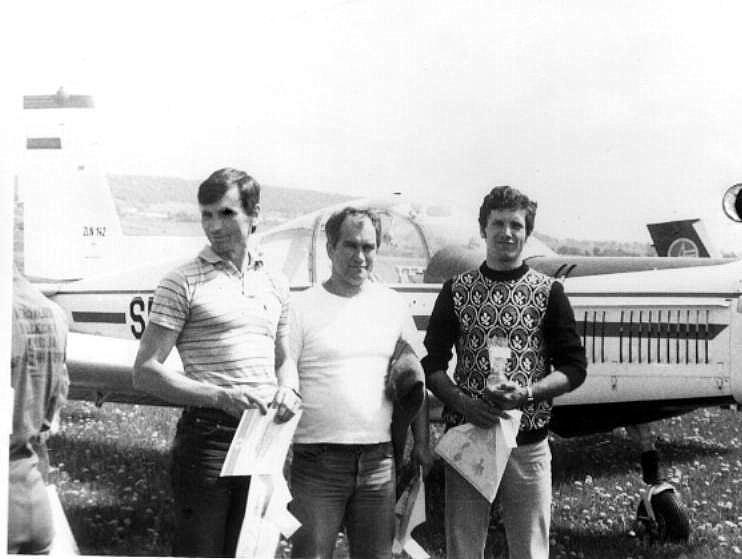
Jan Isielenis, Jan Strzałkowski, Bogdan Bryzik – XII Międzynarodowe Świętokrzyskie Zawody Spadochronowe w Kielcach (maj 1986)
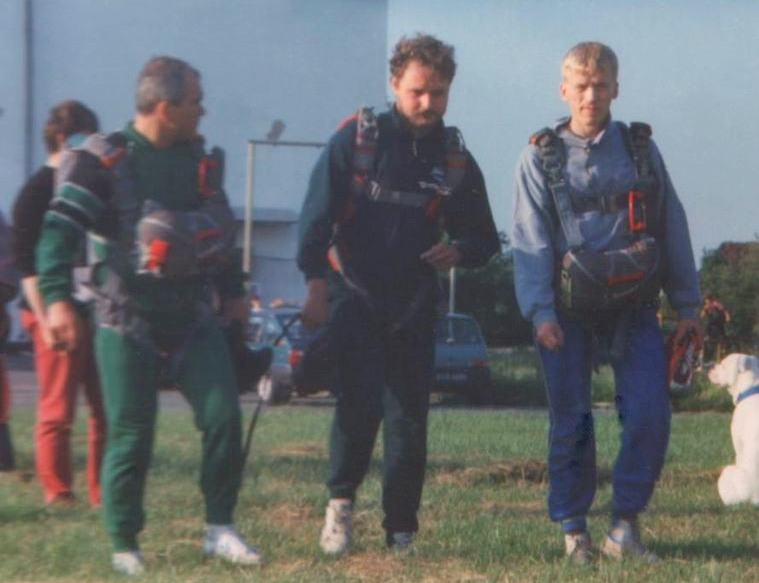
Jan Strzałkowski, Olgierd Myrczik, Piotr Macalik (1996)
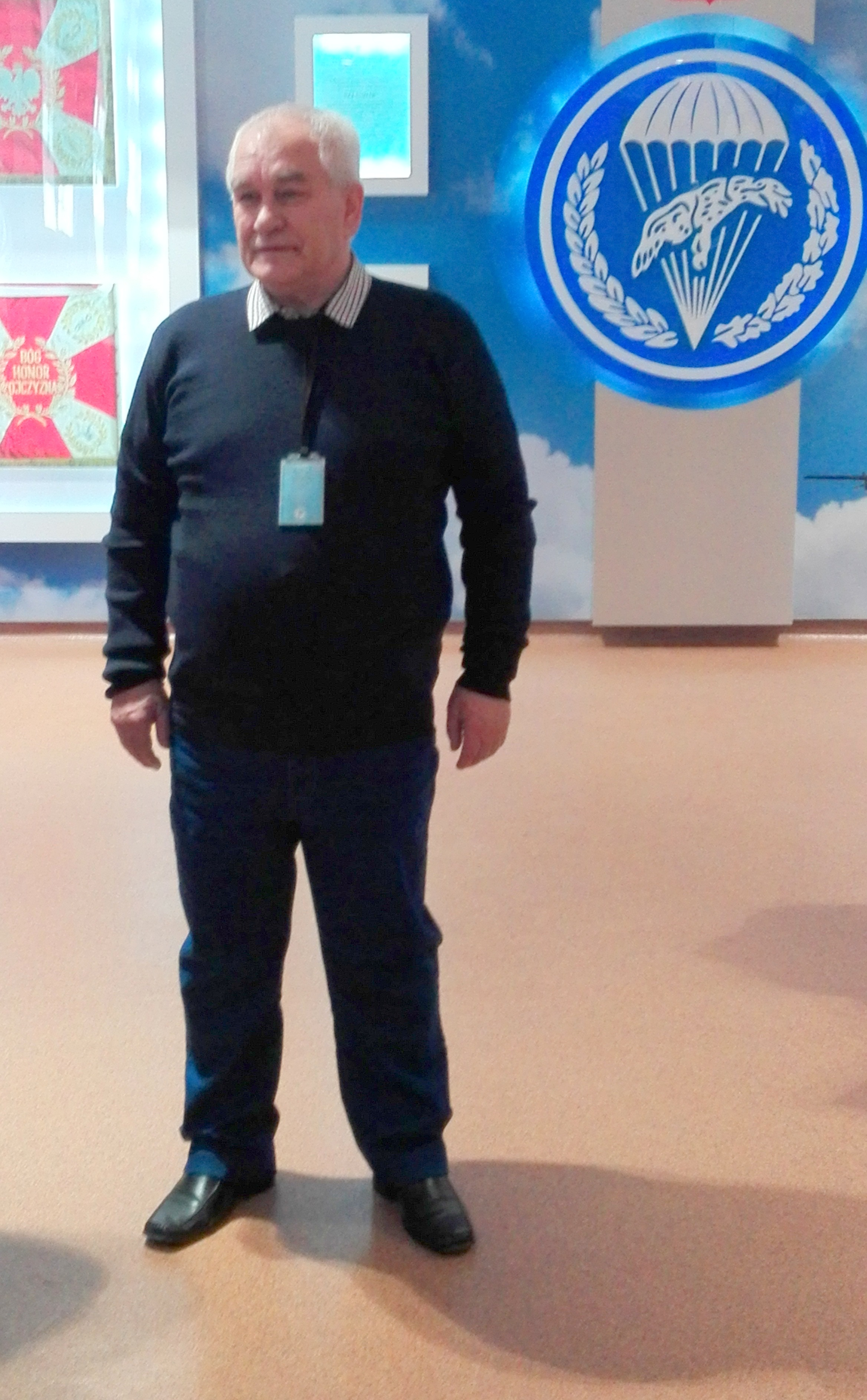
(Gliwice, marzec 2018)